# Saumurois
Le Saumurois est une région naturelle et historique angevine du Val de Loire, au sud-est du département de Maine-et-Loire, dans l'ouest de la France (Pays de la Loire). Sa capitale est la ville de Saumur.
Son identité est dominée par la Loire, par la pierre de tuffeau, et de nombreux châteaux et habitats troglodytes.
Le terme « Saumurois » peut se rapporter au territoire du Saumurois, aux habitants de la commune de Saumur ou bien encore à la zone de l'intercommunalité saumuroise.

## Géographie

### Situation
Région naturelle française et ancienne division de la province d'Anjou, le Saumurois s'étend sur la partie sud-est du Maine-et-Loire. Située dans le prolongement de la Touraine, ce territoire s'étend du Layon à l'Ouest à la Loire au Nord,, jusqu'à la confluence avec la Vienne.
Une partie de la région se situe dans le Parc naturel régional Loire-Anjou-Touraine, au cœur du Val de Loire classé au patrimoine mondial de l'UNESCO.

### Relief et géologie
L'Anjou méridional se compose à l'Ouest de terrains primaires (Mauges) et à l'Est de terrains secondaires et tertiaires (Saumurois). Dans ces derniers, on se trouve sur une plaine sédimentaire aux plateaux peu élevés, et généralement calcaires, qui encadrent la vallée de la Loire.
Le Saumurois est un vaste plateau aux sols à dominante calcaire (tuffeau) situé à l'extrémité sud-ouest du Bassin parisien. Au nord, dans la partie saumuroise de la vallée angevine, on trouve de nombreuses cavités creusées dans le tuffeau (troglodytes). Le tuffeau est de la craie micacée ou sableuse à grain fin, de couleur blanche ou crème, issue de strates de l'ère secondaire au crétacé supérieur.
Au nord-ouest, la vallée du Layon marque la transition entre Mauges et Saumurois. Cette vaste région viticole est principalement constituée de schistes.

### Hydrographie

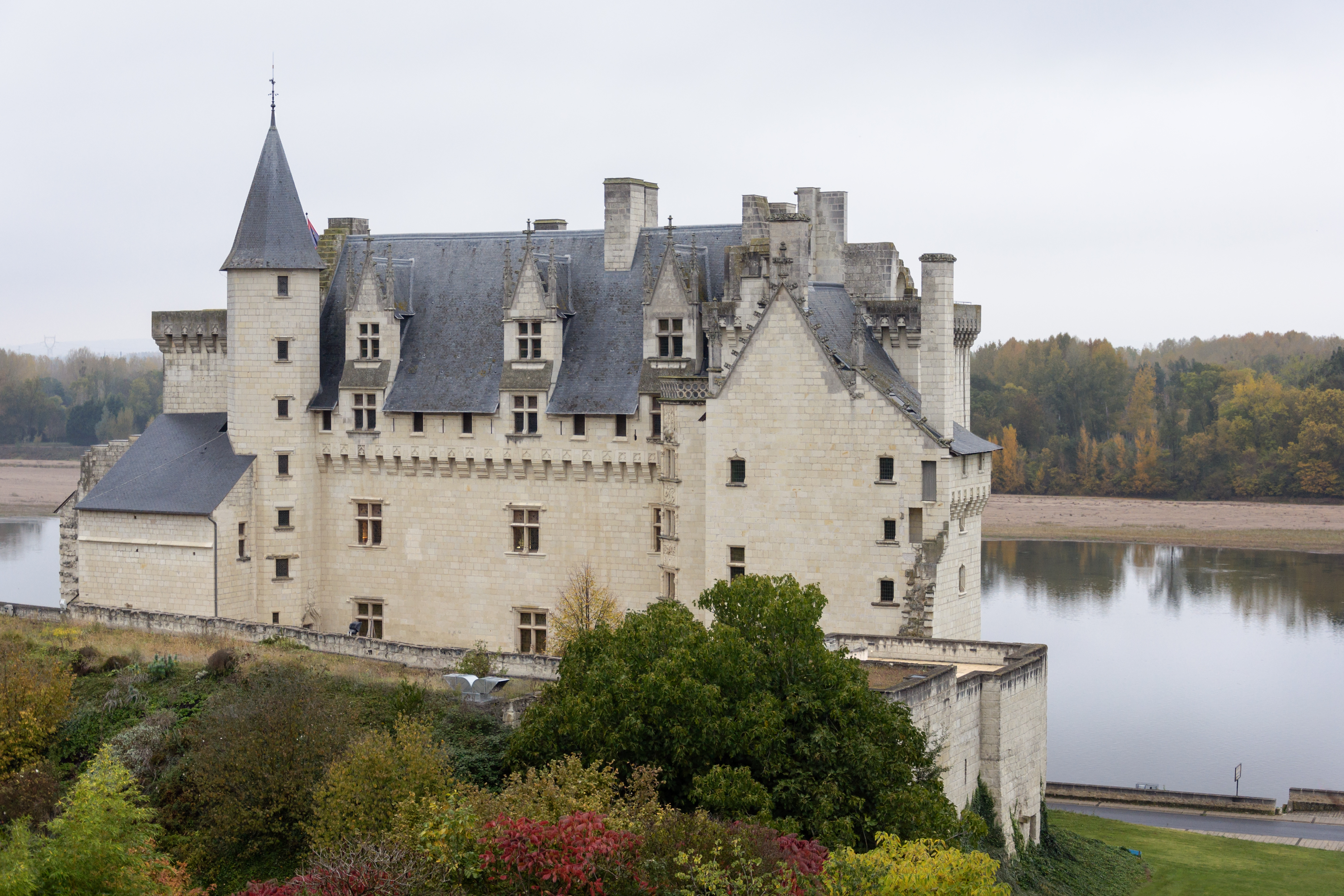
La Loire à Montsoreau.

Outre la Loire et le Layon, le Saumurois est traversé par le Thouet, et ses affluents angevins la Losse et la Dive, et par l'Aubance.
De Montsoreau aux Ponts-de-Cé, la Loire a conservé des caractéristiques de fleuve avec un lit mobile, malgré des aménagements souvent anciens.

Jusqu'à Angers, la vallée de la Loire est souvent bordée de petites falaises de tuffeau et de calcaire. De nombreux îlots et bancs de sable parsèment le cours de la Loire, dont la profondeur et la largeur varient d’une saison à l’autre.
Affluent de la Loire, le Layon est une rivière qui court principalement en Maine-et-Loire, de Cléré-sur-Layon (en limite des Deux-Sèvres) à Chalonnes-sur-Loire.

La vallée du Layon est assez encaissée et présente une situation géographique particulière, se situant dans la zone climatique la plus chaude du département : le niveau d'ensoleillement y est élevé et les précipitations plus faibles que la moyenne.

### Végétation

Vignobles de la vallée de la Loire.

Une partie du territoire se compose de forêts jalonnées de clairières, tandis qu'une autre se compose d'une grande plaine ponctuée de bosquets de peupliers. On y rencontre également des pépinières (roseraies de Doué-la-Fontaine) et de nombreux vignobles (appellations saumur-champigny, saumur, coteaux-du-layon).
À l'est, la vallée du Layon constitue un corridor écologique particulier, composé d'une grande richesse botanique avec une flore originale et diversifiée. Une partie de la vallée se situe en zone naturelle d'intérêt écologique, floristique et faunistique (ZNIEFF).
Plusieurs zones de protections sont présentes sur le Saumurois :
- Val de Loire, tel qu'inscrit en 2000 sur la liste du patrimoine mondial de l’UNESCO. L'inscription concerne le périmètre situé entre les deux coteaux le bordant de Sully-sur-Loire (45) à Chalonnes-sur-Loire (49) sur une longueur de 280 km et près de 800 km2 (85 394 ha).
- Parc naturel régional Loire-Anjou-Touraine situé entre Tours et Angers, et comprenant 141 communes réparties sur les départements d'Indre-et-Loire et de Maine-et-Loire.
- Natura 2000 pour la vallée de la Loire des Ponts-de-Cé à Montsoreau.
- Zone importante pour la conservation des oiseaux, sur la zone de la vallée de la Loire de Nantes à Montsoreau.
- Zones naturelles d'intérêt écologique, floristique et faunistique (ZNIEFF), sur la zone Basse vallée du Thouet, sur la zone Lit mineur et îles de Loire des Ponts-de-Cé à Montsoreau, sur la zone Landes calcaires du Fourneux, sur la zone Vallée de la Loire à l'amont de Nantes, sur la zone Bois et landes de Rou-Marson, et sur la zone Bois et lande de Fontevraud et abords de Champigny. Également en zone naturelle d'intérêt écologique, la vallée du Layon de Chaudefonds-sur-Layon à Thouarcé.
- Eau et milieux aquatiques pour les Zones humides d'importance nationale de la Loire entre Vienne et Maine.

### Unités paysagères
Le territoire du Saumurois comprend quatre unités paysagères : Plateau Saumurois, Plateaux de l'Aubance, la partie Sud de l'unité paysagère du Val d'Anjou et la partie Est de celle du Couloir du Layon.
L'unité paysagère Plateau Saumurois recouvre la quasi-intégralité du territoire du même nom, de Saint-Jean-des-Mauvrets à Antoigné pour sa limite Ouest. Situé aux marches du Bassin parisien, le plateau est profondément entaillé par le réseau hydrographique.  On y rencontre des cultures, de la vigne et des bois, ainsi que de nombreuses carrières de tuffeau et de falun qui ont servi de matériaux de construction.
L'unité paysagère Plateaux de l'Aubance se situe de Mûrs-Erigné, au nord, aux forêts de Beaulieu et de Brissac, au sud. Ces terres armoricaines sont soulignées par un relief ondulé tantôt par le vignoble, tantôt par le bocage.  En outre on y rencontre des fonds de vallée densément végétalisés.
L'unité paysagère Val d'Anjou recouvre ici la partie sud de la vallée angevine. Cette langue fertile de 80 km, s'étire de Bourgueil (à l'est) à Angers (à l'ouest).
L'unité paysagère Couloir du Layon marque la transition entre les Mauges et le Saumurois. On y rencontre des coteaux escarpés où sont implantés des vignes ; ce territoire schisteux et ensoleillé étant favorable à cette culture. Cette grande cassure du socle hercynien, survenue lors du plissement alpin, se compose d'une grande richesse géologique. Au nord, les terres schisteuses ont été le siège de nombreuses exploitations de charbon (Corniche Angevine).

### Climat
Le climat angevin est tempéré, de type océanique. Il est particulièrement doux, compte tenu de sa situation entre les influences océaniques et continentales. Généralement les hivers sont pluvieux, les gelées rares et les étés ensoleillés.
Le climat du Saumurois est plus continental : plus sec et chaud l'été. Les nuages ayant perdu une partie de leur humidité, ils donnent moins de précipitations sur cette partie du département.

## Histoire

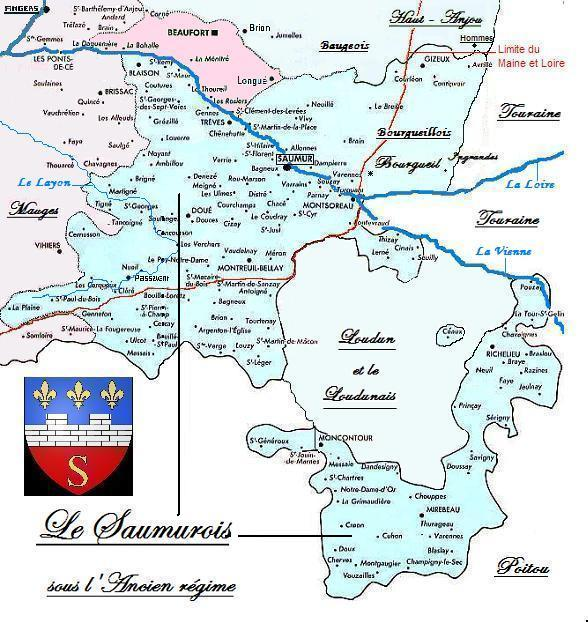
Étendue de la sénéchaussée de Saumur sous l'Ancien Régime.

### Préhistoire et Antiquité
Le pays saumurois a été peuplé dès la Préhistoire. La répartition des sites mégalithiques en Maine-et-Loire présente une plus forte densité dans le Baugeois et le Saumurois (Antoigné, Charcé-Saint-Ellier-sur-Aubance, Distré, Gennes…).
Au IVe siècle un monastère est fondé à Cunault par saint Maxenceul, évangéliseur de la région.

### Moyen Âge
Au Xe siècle, les premières fortifications du Saumurois voient le jour : Thibaud Ier le Tricheur, comte de Blois, construit le château de Saumur, et son fils Eudes Ier de Blois élève le château de Montsoreau ; c'est d'ailleurs l'époque où la Touraine toute proche relève encore des comtes de Blois. Mais très tôt, ils deviendront la propriété du comte d'Anjou Foulques Nerra (comte en 987-1040) qui s'immisce aussi en Touraine et lutte contre Eudes Ier et son fils Eudes II de Blois (prise de Tours en 1044 par le fils de Nerra, Geoffroy II d'Anjou, aux dépens de Thibaud III de Blois-Champagne, fils d'Eudes II).
Au XIIe siècle, Gautier Ier de Montsoreau, vassal direct du comte d'Anjou, donne la terre de Fontevraud à Robert d'Arbrissel pour qu'il fonde l'abbaye de Fontevraud, siège de l'ordre de Fontevraud. Henri II Plantagenêt en fit une abbaye royale et la nécropole de sa dynastie. C'est pourquoi lui-même et son fils Richard Cœur de Lion y ont toujours leurs gisants, de même qu'Isabelle d'Angoulême, femme de Jean sans Terre, et Aliénor d'Aquitaine qui y finit ses jours.
Au Moyen Âge, le Val de Loire fut le théâtre de luttes, comme celles pour la succession à la couronne d'Angleterre ou celle de la lutte entre Capétiens et Plantagenêts pour la possession du Royaume de France.

### Époque moderne
Le château Renaissance de Brézé est reconstruit au début du XVIe siècle.
En 1776, le Layon est canalisé pour répondre aux besoins du commerce viticole et de l'industrie.
Sous l'Ancien Régime, la sénéchaussée de Saumur couvrait un territoire qui s'étendait de Bourgueil jusqu'à Gizeux au Nord, au-delà de Loudun, vers le Sud-Est jusqu'à Mirebeau, à l'Est jusqu'à la ville de Richelieu, au Sud jusqu'à Bouillé-Loretz et Argenton-l'Église, enfin à l'Ouest jusqu'au confins des Mauges.

### Époque contemporaine
À la création des départements en 1790, le Maine-et-Loire fut organisé en huit districts : Angers, Baugé, Châteauneuf, Cholet, Saint-Florent, Saumur, Segré et Vihiers. 
En 1800, ils furent remplacés par les arrondissements d'Angers, de Baugé, de Beaupréau, de Saumur et de Segré, et en 1926, l'arrondissement de Saumur intégrera plusieurs cantons du Baugeois.

Il faut attendre le milieu du XIXe siècle pour voir se développer les ponts sur la Loire ; période où fut construit ceux de Saint-Hilaire-Saint-Florent (1840), de Saint-Mathurin (1847),  des Rosiers (1847), de Montjean (1850), de Chalonnes (1841) ou de Saint-Florent (1852).
Au début de la Seconde Guerre mondiale, en juin 1940, l'armée allemande arrive en Anjou. Le passage de la Loire sera vaillamment défendu, en vain, et notamment à Saumur, comme aux Ponts-de-Cé ou à Chalonnes.

## Culture et patrimoine

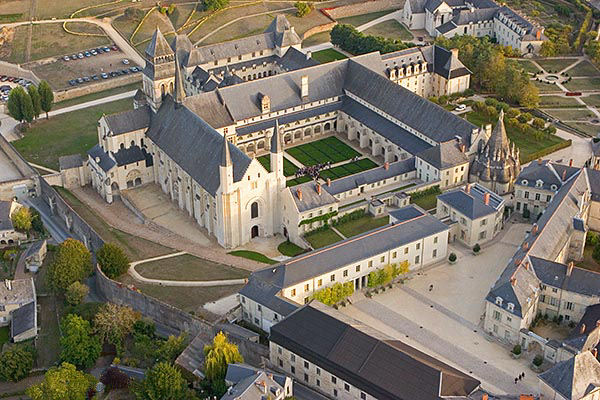
Vue aérienne oblique de l'abbaye de Fontevraud.

### Patrimoine architectural
Le pays saumurois comporte un patrimoine architectural important : châteaux, manoirs, vieux bourgs, abbayes ou églises. Plusieurs ouvrages sont classés aux Monuments historiques.
- Château de Brézé du XVIe siècle à Brézé,
- Château de Brissac du XVIIe siècle à Brissac-Quincé,
- Abbaye d'Asnière du XIIIe siècle à Cizay-la-Madeleine,
- Château de Montsabert du XIVe siècle à Coutures,
- Église Notre-Dame de Cunault du XIe siècle à Chênehutte-Trèves-Cunault,
- Abbaye de Fontevraud du XIIe siècle à Fontevraud-l'Abbaye,
- Château de Montsoreau du XVe siècle à Montsoreau,
- Collégiale Notre-Dame du XIIIe siècle au Puy-Notre-Dame,
- Ancien prieuré bénédictin du XIIe siècle à Saint-Rémy-la-Varenne,
- Château de Saumur du Xe siècle à Saumur,
- Abbaye Saint-Maur de Glanfeuil, gallo-romaine et XVIIe siècle, au Thoureil.

### Les troglodytes
La région du Saumurois abrite une très grande concentration de troglodytes. Pour les besoins de constructions on creusa la terre pour en extraire le tuffeau. Par la suite ces carrières furent transformées en habitations mais également en champignonnières et caves à vin.

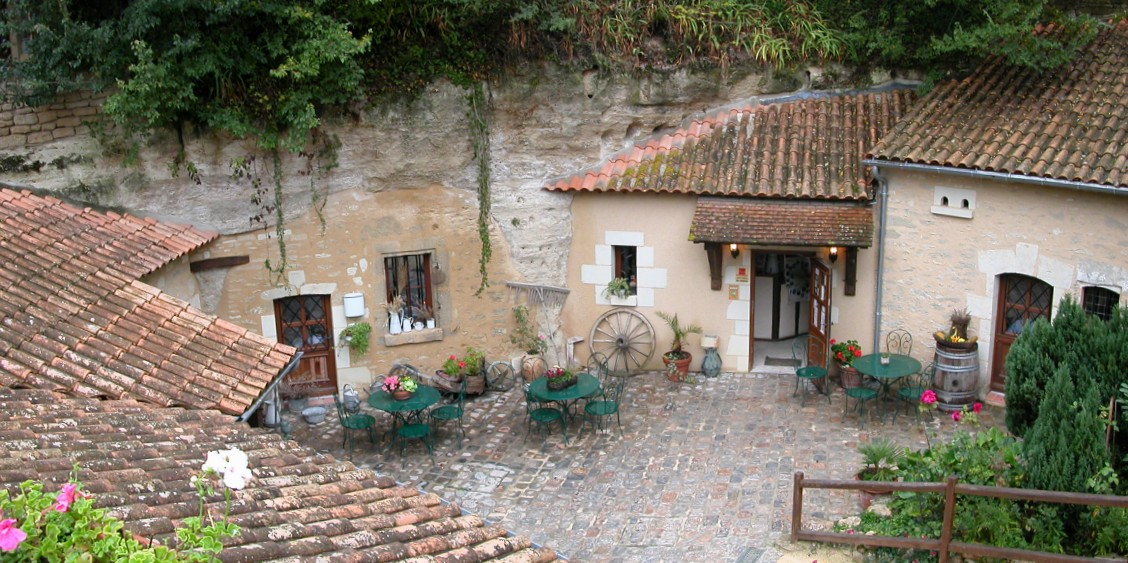
Maisons troglodytiques à Rochemenier

Le plateau Saumurois, aux sols à dominante calcaire (tuffeau), compte près de 1 200 kilomètres de galeries souterraines et troglodytes ainsi que de 14 000 cavités dont la moitié sont à l'abandon. De nombreuses galeries sont utilisées par les entreprises angevines de vins pétillants de Saumur et par les champignonnières produisant les champignons de Paris.
- Village troglodytique de Rochemenier
- Moulin Gouré, moulin cavier troglodytique de Louresse-Rochemenier
- Musée du champignon de Saumur

### Autres lieux
- Parc zoologique de Doué-la-Fontaine
- Musée des blindés de Saumur
- École de cavalerie de Saumur, berceau du Cadre Noir

### Personnalités historiques
- Robert d'Arbrissel (1047-1117), ermite et moine breton, fondateur en 1101 de l'Abbaye de Fontevraud.
- Aliénor d'Aquitaine (1122-1204), duchesse d'Aquitaine et comtesse de Poitiers et épouse de d'Henri Plantagenêt, elle fut tour à tour reine de France, puis reine d'Angleterre. Elle se retire à la fin de sa vie à l'abbaye de Fontevraud.
- Henri II Plantagenêt (1133-1189), comte d'Anjou et du Maine, duc de Normandie et d'Aquitaine et roi d'Angleterre.
- Richard Ier d'Angleterre dit Coeur de Lion (1157-1189), fut roi d'Angleterre, duc de Normandie, duc d'Aquitaine, comte de Poitiers, comte du Maine et comte d'Anjou de 1189 à sa mort en 1199.
- Louis IX dit Saint-Louis (1214-1270), roi de France.
- Jean II de Chambes (1405-1474), chevalier, seigneur de Montsoreau, d'Argenton, de Saintes, de Périgord, d'Angoulême et du Haut Limousin. Conseiller privé et chambellan du roi Charles VII, puis conseiller privé du roi Louis XI.
- William Penn (1634-1718), fondateur de la Pennsylvanie.
- François Bontemps (1753-1811), général d'Empire né à Saumur.
- Aristide Aubert Du Petit-Thouars (1760-1798), capitaine de vaisseau, né au château de Boumois près de Saumur.
- Abel Aubert Du Petit-Thouars (1793-1864), navigateur et explorateur français, né au château de la Fessardière à Turquant.
- Alphonse Toussenel (1803-1885), écrivain et journaliste français né à Montreuil-Bellay.
- Charles Joly-Leterme (1805-1885), architecte saumurois.
- Eugène Bonnemère (1813-1893), historien et écrivain français né à Saumur.
- Marc Leclerc (1874-1946), écrivain saumurois.

## Intercommunalités

### Structure de pays
Le pays Grand Saumurois est un syndicat mixte regroupant la communauté d'Agglomération de Saumur Loire Développement, la communauté de communes de la région de Doué-la-Fontaine, la communauté de communes du Gennois et la communauté de communes Loire Longué.

### Communauté d'agglomération
La communauté d'agglomération de Saumur Loire Développement est une vaste intercommunalité comportant 32 communes : Allonnes, Antoigné, Artannes-sur-Thouet, Brain-sur-Allonnes, La Breille-les-Pins, Brézé, Brossay, Chacé, Cizay-la-Madeleine, Le Coudray-Macouard, Courchamps, Distré, Épieds, Fontevraud-l'Abbaye, Montreuil-Bellay, Montsoreau, Neuillé, Parnay, Le Puy-Notre-Dame, Rou-Marson, Saint-Cyr-en-Bourg, Saint-Just-sur-Dive, Saint-Macaire-du-Bois, Saumur, Souzay-Champigny, Turquant, Varennes-sur-Loire, Varrains, Vaudelnay, Verrie, Villebernier et Vivy.

## Pour approfondir